# فضل محمود فضلی
فضل‌محمود فضلی سیاست‌مدار و مقام بلندپایه دولتی پیشین افغانستان است که در واپسین سال‌های دولت جمهوری اسلامی افغانستان به‌عنوان رئیس دفتر ریاست‌جمهوری (ریاست دفتر مقام عالی ریاست جمهوری) فعالیت می‌کرد. او پیش از آن به‌عنوان مشاور ارشد سیاسی رئیس‌جمهور اشرف غنی فعالیت داشت و یکی از چهره‌های نزدیک به حلقهٔ تصمیم‌گیری در دولت شمرده می‌شد. فضلی از جمله مقام‌هایی بود که در ساختار اداری و امنیتی دولت پیشین نقش کلیدی ایفا کرد و نام او در تحلیل‌ها و گزارش‌های داخلی و بین‌المللی دربارهٔ سیاست افغانستان، از جمله گزارش‌های اداره بازرس ویژه آمریکا برای بازسازی افغانستان (SIGAR)، بارها ذکر شده‌است.

## نقش‌ها و فعالیت‌ها
فضل محمود فضلی در سال‌های پایانی حکومت جمهوری اسلامی افغانستان، از چهره‌های بانفوذ در حلقهٔ داخلی ریاست جمهوری به‌شمار می‌رفت. وی ابتدا به‌عنوان مشاور ارشد سیاسی رئیس‌جمهور اشرف غنی منصوب شد و سپس در حمل/فروردین ۱۳۹۹ (مارس ۲۰۲۰) با حکم رسمی به سمت رئیس دفتر مقام عالی ریاست جمهوری گماشته شد.
در این جایگاه، او مسئول هماهنگی امور اداری نهاد ریاست جمهوری، نظارت بر عملکرد نهادهای دولتی زیرمجموعه، و مشارکت در تصمیم‌گیری‌های کلان سیاسی و اجرایی کشور بود. گزارش‌ها نشان می‌دهد که او از نزدیک‌ترین چهره‌ها به اشرف غنی بود و همراه با حمدالله محب (مشاور امنیت ملی) و احمد جواد عثمانی (در برخی منابع دیگر مقام‌های جایگزین) به عنوان بخشی از ساختار غیررسمی موسوم به «حلقهٔ محدود ریاست جمهوری» شناخته می‌شد که بسیاری از تصمیمات کلیدی دولت را در یک دایرهٔ محدود اتخاذ می‌کردند. در گزارش‌های نهادهای بین‌المللی و رسانه‌ای، این تمرکز تصمیم‌گیری گاه مورد انتقاد قرار گرفته‌است. از جمله در گزارش نهاد SIGAR، به تمرکز قدرت در دفتر ریاست جمهوری افغانستان و نقش افراد محدودی مانند فضلی در تضعیف روندهای نهادینهٔ مشورت و هماهنگی اشاره شده‌است.
پس از فروپاشی جمهوری اسلامی افغانستان در اسد/مرداد ۱۴۰۰ (اوت ۲۰۲۱)، نقش و عمل‌کرد حلقهٔ نزدیک ریاست جمهوری، از جمله فضلی، مورد بحث و نقد قرار گرفت. برخی مقام‌های پیشین، از جمله اجمل احمدی، از «بی‌تجربگی» و تمرکزگرایی بیش از حد در تصمیم‌گیری‌های حیاتی در آن دوره سخن گفته‌اند.
فضلی پس از فرار از افغانستان به سوید بازگشت؛ جایی که پیش از آمدن به افغانستان و شروع فعالیت‌هایش، در آنجا همراه والدینش اقامت گرفته بود.